# Аутодром Сочи
Аутодром Сочи (рус. Автодром Сочи), раније познат као Међународна улична стаза Сочи и Стаза Олимпијски парк Сочи јесте стална тркачка стаза Формуле 1 дуга 5,848 km (3,634 mi) у насељу Сиријус поред Црноморског одмаралишта Сочи у Краснодарској Покрајини, Русија.
Стаза је слична Олимпијској зеленој стази у Пекингу и стази Олимпијског парка у Сиднеју по томе што се креће око некадашњег олимпијског комплекса у овом случају, локација Олимпијског парка Сочи, поприште Зимских олимпијских игара 2014. Прво светско првенство за Велику награду Русије одржано је 2014. чиме је започео седмогодишњи уговор.
Такође, међународна серија ТКР се такмичила у Сочију 2015.-2016. са ТКР руском серијом и СМП Ф4 шампионатом као подршком.

## Развој
Раније је Међународни олимпијски комитет добио овлашћење да одложи трку до 2015. ако припреме за трку ометају Зимске олимпијске игре, иако су Игре почеле без прекида. У октобру 2011. године, руска влада је издвојила 195,4 милиона долара за изградњу колосека.
Изградња стазе Олимпијског парка у Сочију означила је крај тридесетогодишње кампање за Велику награду Русије, са плановима за „Велику награду Совјетског Савеза“ која је настала још 1983. пре него што је напуштена из „бирократских разлога“ и неколико неуспешних покушаја у годинама које су биле у међувремену.
Стаза је добила коначно одобрење од Фија у августу 2014.

## Стаза
Стаза дуга 5,848 km (3,634 mi) је пета најдужа стаза у календару Формуле 1, иза Спа-Франкошамп у Белгији, уличне стазе Џеда у Саудијској Арабији, Улична стаза Баку у Азербејџану и Силверстона у Великој Британији. Стаза је изграђена око Олимпијског парка Сочи, односно обалског кластера олимпијских објеката изграђених за Зимске олимпијске игре 2014. који су били домаћини такмичења у хокеју на леду, брзом клизању, карлингу, уметничком клизању, шорт стази итд. и Олимпијског стадиона Фишт где су одржане свечаности отварања и затварања. Подлога је постављена тек после церемоније затварања Олимпијских игара.
Стаза, коју је дизајнирао немачки архитекта Херман Тилке, има стартни почетак на северној ивици Олимпијског парка поред железничке станице, на југозападу ка обали Црног мора. Затим се протеже дуж спољне ивице централне Сочи Медаљс плаже, односно подијума за доделу олимпијских медаља. Дугачко скретање 3 једно је од најистакнутијих на стази и упоређено је са чувеним скретањем 8 на Истанбул Парку. Затим, стаза кружи око трга у смеру супротном од казаљке на сату и прави три окрета око Ледене дворане Бољшој. Затим следи низ уских кривина пре него што се скрене на север где стаза обилази ивицу Олимпијског парка, изнад главног олимпијског села и Центра за клизање Адлер арена. Затим пролази поред центара за клизање и карлинг, пре него што се креће иза пит падока према железничкој станици и завршава круг са два скретања удесно од деведесет степени.

## Рекорди круга
Званични рекорд круга за тренутни изглед стазе је 1:35,761, који је поставио Луис Хамилтон током Велике награде Русије 2019. Званични рекорди тркачких кругова на Аутодрому Сочи су наведени као:
| Категорија                                 | Време                                      | Возач                                      | Возило                                     | Догађај                                    |
| Стаза Велике награде: 5,848 км (2014-сада) | Стаза Велике награде: 5,848 км (2014-сада) | Стаза Велике награде: 5,848 км (2014-сада) | Стаза Велике награде: 5,848 км (2014-сада) | Стаза Велике награде: 5,848 км (2014-сада) |
| ------------------------------------------ | ------------------------------------------ | ------------------------------------------ | ------------------------------------------ | ------------------------------------------ |
| Формула 1                                  | 1:35,761                                   | Луис Хамилтон                              | Мерцедес АМГ F1 W10                        | Велика награда Русије 2019.                |
| ГП2                                        | 1:46,407                                   | Штофел Вандорн                             | Далара GP2/11                              | 2014 Сочи ГП2                              |
| Фија Ф2                                    | 1:50,501                                   | Џорџ Расел                                 | Далара F2 2018                             | 2018 Сочи Формула 2                        |
| ГП3                                        | 1:52,459                                   | Естебан Окон                               | Далара GP3/13                              | 2015 Сочи ГП3                              |
| Фија Ф3                                    | 1:55,513                                   | Џек Хаугес                                 | Далара F3 2019                             | 2019 Сочи Формула 3                        |